# Ciba (genre)
Genre
Ciba est un genre d'araignées aranéomorphes de la famille des Ctenidae.

## Distribution
Les espèces de ce genre se rencontrent à Cuba et en République dominicaine.

## Description
Ce sont des araignées troglobie.

## Liste des espèces
Selon World Spider Catalog (version 17.0, 24/05/2016) :
- Ciba calzada (Alayón, 1985)
- Ciba seibo Alayón & Agnarsson, 2014

## Publication originale
- Bloom, Binford, Esposito, Alayón, Peterson, Nishida, Loubet-Senear & Agnarsson, 2014 : Discovery of two new species of eyeless spiders within a single Hispaniola cave. Journal of Arachnology, vol. 42, p. 148-154 (texte intégral).